# 951 Gaspra
951 Gaspra eller 1916 S45 är en asteroid i asteroidbältet mellan planeterna Mars och Jupiter. 951 Gaspra är av spektralklass S. Den 29 oktober 1991 passerades asteroiden av rymdsonden Galileo på sin väg till Jupiter. Detta är den första asteroid som besökts av en rymdsond. Och den tillhör asteroidgruppen Flora.

## Fysiska egenskaper

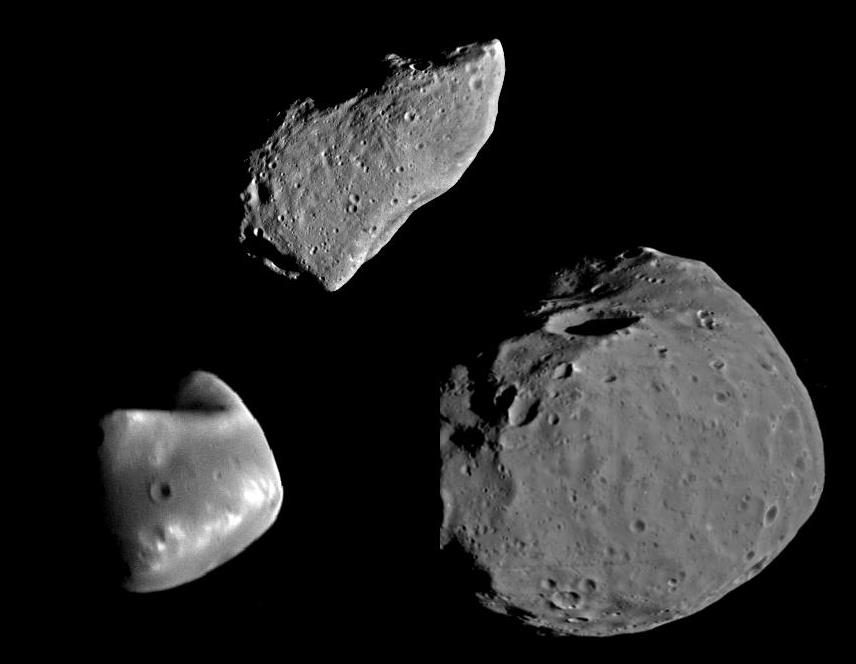
Gaspra och Mars månar Phobos och Deimos, en jämförelse

Vid sidan av ett stort antal mindre kratrar har Gaspra en dussin större platta eller konkava ytor. En av dessa platta ytor (Dunne Regio) är 5×7 km stor. Det är osäkert om detta är ett resultat av ett nedslag eller om det istället är ytor som skapats när Gaspra bröts bort från en större asteroid. I den svaga skeva gravitation som finns på Gaspra så skulle nedslagskratrar naturligt kunna vara platta eller sneda, vilket gör det svårt att bestämma dessa platta ytors ursprung.
Gaspra verkar vara rik på olivin och innehåller även pyroxen . Ytan innehåller inga betydande mönster vad gäller albedo eller färg även om man kan se en skiftning i färgen på olika delar av ytan (se bilden ovan).
Gaspras yta saknar otvetydigt kratrar jämförbara med dess radie som till exempel har hittats på ytan till 253 Mathilde. En sannolik orsak är att kollisionen som har skapat Gaspra har skett relativt nyligen på den astronomiska tidsskalan, så att Gaspra inte har hunnit få några stora kratrar ännu. Studier av ytan har gett att den föreslås vara mellan 20 och 300 miljoner år..
Fåror mellan 100 och 300 meter breda upp till 2,5 kilometer och ett tiotals meter djupa finns på asteroidens yta, vilket också tros härstamma från när Gaspra formades vid en kollision mellan asteroider. Deras närvaro indikerar också att detta är en enda kompakt kropp istället för en porös. Fårorna skapades troligen när en kollision bröt sönder den underliggande klippan. Ett system av mer framträdande fåror kan ses på Mars' måne Phobos (måne). Det hålaktiga utseendet hos några av fårorna antyder att ytan är täckt av damm och jord.. 
Utbredningen av detta damm och om det är spritt över hela Gaspra är ett ämne för debatt och inte helt utforskat. Man anar ett samband mellan färgvariationer och topologin på asteroiden, vilket tolkas som att damm långsamt flyttar sig från högre liggande områden till lägre. Det har varit svårt att förstå hur Gaspra har kunnat behålla detta damm då flykthastigheten på Gaspra är mycket låg. Det skulle bli enklare att förklara om Gaspra från sin skapelse hade bestått av mycket damm. Man har beräknat att allt det damm som spridits vid nedslagen skulle täcka ytan med 10 meter damm. Men många nedslagskratrar är mycket djupare än så utan att visa någon strukturskilland på väggarna.. 
Gaspras nordpol har bestämts peka i riktning 0t 40m 10s och 27±2° 0′ 0″. Vilket motsvarar att axeln lutar 72°.
Galileos förbiflygning var på för långt avstånd för att påverka rymdsonden så man fick ingen information om vilken massa Gaspra har.
Gaspras yta har beräknats till 525 km², vilket kan jämföras med Hongkong's landyta.

## Utforskning
Gaspra upptäcktes av den ryske astronomen Grigorij Neujmin 1916. Neujmin uppkallade asteroiden efter Gaspra, en kurort vid Svarta havet på Krim, Ukraina.
rymdsonden Galileo passerade förbi Gaspra den 29 oktober 1991, på ett avstånd av 1 600 kilometer vid en relativ hastighet på 8 km/s. 57 bilder sändes tillbaka till jorden, den närmaste tagen vid ett avstånd på 5 300 km. De bästa bilderna har en upplösning på 54 meter/pixel. Området runt den södra polen blev inte synligt vid passagen, men de övriga 80 procenten av asteroiden fotograferades.